# Julia Ann
Julia Ann, pseudoniem van Julia Ann Tavella (Glendale, 8 oktober 1969), een Amerikaanse pornoactrice, stripper en Penthouse Pet. Ze is lid van de AVN en XRCO Hall of Fame.

## Carrière
Tavella begon haar carrière eind jaren tachtig in Hollywood. Ze probeerde eerst als model aan de bak te komen, maar ze ontpopte zich al snel tot een professioneel modderworstelaar. Dit nadat een kennis haar in het wereldje introduceerde. Ann verwierf pas echt bekendheid toen ze samen met haar beste vriendin Janine Lindemulder de stripact Blondage oprichtte. Het was ook in die periode dat ze haar artiestennaam begon te gebruiken.
Met hun stripact toerden de twee langs Amerikaanse stripclubs en wisten ook de aandacht van enkele pornoproducenten te wekken. In 1992 startte Ann uiteindelijk haar pornocarrière, dit om haar fanbase te kunnen vergroten. Ze debuteerde met een lesbische seksscène (samen met haar Blondage-collega Janine Lindemulder) in de film Hidden Obsessions van pornoregisseur Andrew Blake. De scène vergaarde ook bekendheid aangezien de twee gebruikmaakten van een zogenaamde ijsdildo. Sindsdien lag Ann onder contract bij verschillende productiehuizen. Haar eerste exclusiviteitscontract tekende ze in 1994 bij Vivid Entertainment, waar ze verscheidene solofilms draaide. Het productiehuis produceerde daarnaast ook enkele Blondage-films met Ann en Lindemuller in de hoofdrollen. Later tekende ze onder meer ook bij Digital Playground en Wicked Pictures. In 2006 liep haar laatste exclusiviteitscontract bij Wicked Pictures af, waarna ze als freelancer aan de slag ging. Een keuze die haar naar eigen zeggen meer vrijheid biedt.
Sinds 1992 werkte Ann zo goed als onafgebroken in de porno-industrie en sinds 2024 heeft ze aan 468 films meegewerkt als actrice. Ze geeft aan dat ze  zelf nooit naar haar scènes kijkt. "Ik ben mijn eigen grootste criticus," zegt ze daarover. "Waarschijnlijk maak ik nooit nog een pornofilm als ik zie hoe ik seks heb." In latere jaren verwierf ze vooral succes in het zogenaamde MILF-genre (de aanduiding voor een seksueel begeerlijke vrouw op leeftijd), waarvoor ze ook enkele prijzen mocht ontvangen. Naast pornoactrice werkt Ann sinds 2007 in deze industrie ook als visagiste. In 2013 was ze het gezicht van de reclamecampagne van CougarLife.com, een Amerikaanse datingsite die jonge mannen aan oudere vrouwen koppelt.

## Privéleven
In 2003 trouwde Ann met pornoregisseur Michael Raven. Het koppel scheidde in 2007. Zij is een groot dierenliefhebster en jarenlang lid van dierenrechtenorganisatie PETA.

## Films (selectie)
- 1992: Hidden Obsessions
- 1993: Les Femmes Erotiques
- 1993: Seduction of Julia Ann
- 1994: Blondage
- 1999: Veronica 2030
- 2001: Island Fever
- 2002: Amandas große Rolle
- 2004: Killer Sex & Suicide Blondes
- 2004: Housewives
- 2004: The Girl next door
- 2005: Blue Collar Fantasies
- 2005: Internal Affairs
- 2006: Valley 911
- 2007: Hardcore
- 2007: Around The World In Seven Days
- 2008: It's a Mommy Thing! 4
- 2008: Seasoned Players 6
- 2009: Girlvana 5
- 2009: DreamGirlz 2
- 2009-2010: Women Seeking Women 50, 59 & 62
- 2010: Golden Girls: A XXX MILF Parody
- 2010: Lesbian PsychoDramas Volume 2: The Land Ladies

## Onderscheidingen en nominaties

### AVN Awards
- 1994 - Best All-Girl Sex Scene – Film (Hidden Obsessions)[11]
- 2000 - Best All-Girl Sex Scene – Film (Seven Deadly Sins)[11]
- 2004 - Best Actress – Video (Beautiful)[11]
- 2004 - AVN Hall of Fame[12]
- 2010 - Best Makeup (The 8th Day)[13]
- 2010 - MILF/Cougar Performer of the Year[13]
- 2011 - MILF/Cougar Performer of the Year[14]
- 2013 - MILF/Cougar Performer of the Year[15]
- 2015 - Hottest MILF (Fan Award)[16]

### XRCO Awards
- 1994 - Best Girl-Girl Scene (Hidden Obsessions)[17]
- 2009 - MILF of the Year[18]
- 2011 - MILF of the Year[19]
- 2012 - XRCO Hall of Fame[20]

### XBIZ Awards
- 2014 - MILF Performer of the Year[21]

### NightMoves Awards
- 2013 - Best MILF Performer (Fan's Choice)[22]